# 天权增二
大熊座70，又名BD+58 1371，HD 107465、SAO 28346、HR 4701，是大熊座的一颗恒星，视星等为5.55，位于銀經130.79，銀緯58.79，其B1900.0坐标为赤經12h 16m 0.2s，赤緯+58° 58.79′ 16″。